# The Running Man (filme de 2025)
The Running Man é um futuro filme de thriller americano dirigido, produzido e escrito por Edgar Wright e estrelado por Glen Powell e Katy O'Brian. Servindo como um remake de The Running Man (1987), é baseado no romance de 1982 de mesmo nome escrito por Stephen King e publicado sob o pseudônimo de Richard Bachman.
- Glen Powell como Ben Richards
- Katy O'Brian

Em 19 de fevereiro de 2021, a Paramount Pictures anunciou que produziria um remake de The Running Man, uma adaptação do romance de mesmo nome, que seria mais fiel ao material de origem. Edgar Wright seria diretor, roteirista e produtor, com Michael Bacall como roteirista, e Simon Kinberg, Audrey Chon e Nira Park como produtores. Em abril de 2024, foi anunciado que Glen Powell estrelaria o filme. Em outubro, Katy O'Brian foi adicionada ao elenco.
As filmagens estão agendadas para começar em Londres em novembro de 2024.
The Running Man está agendado para ser lançado em 21 de novembro de 2025 nos Estados Unidos, pela Paramount Pictures.